# Боржавское
Боржа́вское (укр. Боржавське) — село в Виноградовской городской общине Береговского района Закарпатской области Украины.
Население по переписи 2001 года составляло 2909 человек. Почтовый индекс — 90310. Телефонный код — 03143. Занимает площадь 57,27 км². Код КОАТУУ — 2121280301.

## История
В 1946 году указом ПВС УССР село Великая Чингава переименовано в Боржавское.